# Terror Trap
Pour plus de détails, voir Fiche technique et Distribution.
Terror Trap (présenté dans certains pays sous le titre Vacancy 3), est un film d'horreur américain écrit et réalisé par Dan Garcia, sorti en direct-to-video en 2010 aux États-Unis et en 2011 en France. Le tournage a eu lieu en Louisiane.
Le film met en vedette David James Elliott, Michael Madsen et Jeff Fahey et possède de nombreuses similitudes scénaristiques avec Motel, sorti trois ans plus tôt et mettant également en scène un couple devenant la proie du gérant d'un motel et de ses employés.

## Synopsis
Don (David James Elliott) et Nancy (Heather Marie Marsden), un couple en pleine crise conjugale, décide de partir passer des vacances ensemble pour recoller les morceaux. Alors qu'ils roulent de nuit sur une route isolée, leur voiture est brusquement percutée à deux reprises par un autre automobiliste, qui s'enfuit aussitôt. Privés de leur véhicule, Don et Nancy font appel au shérif local (Jeff Fahey) qui leur suggère de passer la nuit au Motel Royal Vista dirigé par Carter (Michael Madsen) situé non loin d'ici en attendant que leur voiture soit dépannée le lendemain. Lorsqu'ils entrent dans leur chambre, Don et Nancy découvrent des traces de sang et entendent les cris d'une jeune fille terrorisée dans la chambre voisine. Ils comprennent alors qu'ils ont été piégés et qu'ils vont devoir se battre pour survivre.

## Fiche technique
- Titre original et français : Terror Trap
- Titre québécois : Le Piège de la Terreur[1]
- Réalisation : Dan Garcia
- Scénario : Dan Garcia
- Musique : Ryan Dufrene, Andrew Markus
- Direction artistique : Jeremy Woolsey
- Décors : Cheryl Grace
- Costumes : Casey Bundick, Jodi Schexnaydre
- Maquillage : Shandrea Williams
- Coiffure : Shandrea Williams
- Photographie : John Lands[2]
- Son : Michael J. McDonald
- Montage : Ryan Dufrene
- Production : Dan Garcia
  - Production associée : Karlas Powell
  - Coproduction : Matthew Keith, Michael Thompson
- Sociétés de production : Dan Garcia Productions, DMG Holdings, Most Wanted Films
- Sociétés de distribution : Anchor Bay Home Entertainment (États-Unis), Pathé Vidéo (France)
- Budget de production : 2 millions de $
- Pays de production :  États-Unis
- Langue originale : anglais
- Format : couleur, noir et blanc (pour certaines scènes) - 1,78:1[3] - son Dolby / Dolby Digital[4]
- Genre : Horreur, thriller, slasher
- Durée : 86 minutes
- Dates de sortie (DTV) :
  - États-Unis : 22 septembre 2010[5]
  - France : 6 avril 2011[6]
- Classification :
  - États-Unis : R - Restricted (interdit aux moins de 17 ans)[7]
  - France : interdit aux moins de 16 ans[6]

## Distribution
- David James Elliott : Don
- Heather Marie Marsden : Nancy
- Michael Madsen : Carter, le « propriétaire » du motel.
- Jeff Fahey : le shérif Taylor Cleveland
- Andrew Sensenig : Jonas Ruggins
- Lacey Minchew : Sydney
- Matt Triplett : tueur no 1
- Mark De Alessandro : tueur no 2
- Danny Cosmo : tueur no 3
- Jack Radosta : tueur no 4
- Chris J. Fanguy : tueur no 5
- Mike Mayhall : tueur no 6
- Bill Martin Williams : le prédicateur
- Wayne Douglas Morgan : le policier
- Jerry Lee Leighton : le chauffeur du camion
- Steve Petit : le pompier
- Judy Henderson : la mère de Sydney

## Accueil
Le film a souvent été critiqué en raison de la grande ressemblance de son scénario vis-vis de celui de Motel (2007). En effet, Brad Miska, du site web Bloody Disgusting considère le long-métrage comme une « pâle copie » de Motel, constat partagé par Foywonder du site Dread Central, lequel attribue au film une note de 2 sur 5, déplorant notamment le jeu d'acteur de David James Elliott et de Heather Marie Marsden. HorrorNews.net se montre néanmoins plus nuancé, saluant les performances de Michael Madsen et de Jeff Fahey.